# Regió de Requena
La regió de Requena és una regió de l'oest del País Valencià de 4.462,42 km² de superfície. Va ser proposada per Joan Soler i Riber al llibre d'Ernest Lluch L'estructura econòmica del País Valencià. Comprèn les comarques de La Foia de Bunyol, La Vall de Cofrents, La Canal de Navarrés i la Plana d'Utiel. La localitat de Requena és discutida, com a mercat regional, per Utiel, dins de la mateixa comarca, per Xàtiva a la Canal de Navarrés i per València a la Foia de Bunyol.